# ITF Women's Circuit Suzhou 2012
L'ITF Women's Circuit Suzhou 2012 è stato un torneo professionistico di tennis femminile giocato sul cemento. È stata la 1ª edizione del torneo, che fa parte dell'ITF Women's Circuit nell'ambito dell'ITF Women's Circuit 2012. Si è giocato a Suzhou in Cina dall'8 al 14 ottobre 2012.

## Partecipanti

### Teste di serie
| Nazionalità   | Giocatrice       | Ranking* | Testa di serie |
| ------------- | ---------------- | -------- | -------------- |
| Taipei cinese | Hsieh Su-wei     | 38       | 1              |
| Cina          | Peng Shuai       | 49       | 2              |
| Croazia       | Donna Vekić      | 120      | 3              |
| Cina          | Zhang Shuai      | 143      | 4              |
| Cina          | Zheng Saisai     | 146      | 5              |
| Cina          | Duan Yingying    | 154      | 6              |
| Francia       | Caroline Garcia  | 165      | 7              |
| Turchia       | Çağla Büyükakçay | 184      | 8              |

- Ranking al 1º ottobre 2012.

### Altre partecipanti
Giocatrici che hanno ricevuto una wild card:
- Tian Ran
- Wang Yafan
- Yang Zhaoxuan
- Lin Zhu

Giocatrici che sono passate dalle qualificazioni:
- Guo Lu
- Liang Chen
- Yang Zi
- Zhang Yuxuan

## Campionesse

### Singolare
- Hsieh Su-wei ha battuto in finale  Duan Yingying con il punteggio di 6–2, 6–2

### Doppio
- Timea Bacsinszky /  Caroline Garcia hanno battuto in finale  Yang Zhaoxuan /  Zhao Yijing con il punteggio di 7–5, 6–3